# Liste der portugiesischen Abgeordneten zum EU-Parlament (2004–2009)
Die Liste der portugiesischen Abgeordneten zum EU-Parlament (2004–2009) listet alle portugiesischen Mitglieder des 6. Europäischen Parlaments nach der Europawahl in Portugal 2004.

## Mandatsstärke der Parteien zum Ende der Wahlperiode
- GUE/NGL: 3
- SPE: 12
- EVP-ED: 9

| Nationale Partei                                          | Mandate | Fraktion                                                                                      |
| --------------------------------------------------------- | ------- | --------------------------------------------------------------------------------------------- |
| Partido Socialista (PS)                                   | 12      | Sozialdemokratische Fraktion im Europäischen Parlament (SPE)                                  |
| Partido Social Democrata (PSD)                            | 07      | Fraktion der Europäischen Volkspartei und europäischer Demokraten (EVP-ED)                    |
| Centro Democrático e Social – 000Partido Popular (CDS-PP) | 02      | Fraktion der Europäischen Volkspartei und europäischer Demokraten (EVP-ED)                    |
| Partido Comunista Português (PCP)                         | 02      | Konföderale Fraktion der Vereinten Europäischen Linken/ 000Nordischen Grünen Linken (GUE/NGL) |
| Bloco de Esquerda (BE)                                    | 01      | Konföderale Fraktion der Vereinten Europäischen Linken/ 000Nordischen Grünen Linken (GUE/NGL) |
| SUMME                                                     | 24      |                                                                                               |

## Abgeordnete
| Bild | Name                        | geb. | MdEP seit     | Wahlkreis | Partei | Fraktion | Kommentar                                                           |
| ---- | --------------------------- | ---- | ------------- | --------- | ------ | -------- | ------------------------------------------------------------------- |
|      | Francisco Assis             | 1965 | 20. Juli 2004 | Portugal  | PS     | SPE      |                                                                     |
|      | Maria da Assunção Esteves   | 1956 | 20. Juli 2004 | Portugal  | PSD    | EVP-ED   |                                                                     |
|      | Luis Manuel Capoulas Santos | 1951 | 20. Juli 2004 | Portugal  | PS     | SPE      |                                                                     |
|      | Paulo Casaca                | 1957 | 20. Juli 1999 | Portugal  | PS     | SPE      |                                                                     |
|      | Carlos Coelho               | 1960 | 11. Jan. 1994 | Portugal  | PSD    | EVP-ED   |                                                                     |
|      | Fausto Correia              | 1951 | 20. Juli 2004 | Portugal  | PS     | SPE      | am 9. Oktober 2007 verstorben, Armando França rückte nach           |
|      | António Costa               | 1961 | 20. Juli 2004 | Portugal  | PS     | SPE      | Ausgeschieden am 11. März 2005, Joel Hasse Ferreira rückte nach     |
|      | João de Deus Pinheiro       | 1945 | 20. Juli 2004 | Portugal  | PSD    | EVP-ED   |                                                                     |
|      | Edite Estrela               | 1949 | 20. Juli 2004 | Portugal  | PS     | SPE      |                                                                     |
|      | Elisa Ferreira              | 1955 | 20. Juli 2004 | Portugal  | PS     | SPE      |                                                                     |
|      | Ilda Figueiredo             | 1948 | 20. Juli 1999 | Portugal  | PCP    | GUE/NGL  |                                                                     |
|      | Armando França              | 1949 | 15. Okt. 2007 | Portugal  | PS     | SPE      | nachgerückt am 15. Oktober 2007 für den verstorbenen Fausto Correia |
|      | Ana Gomes                   | 1954 | 20. Juli 1999 | Portugal  | PS     | SPE      |                                                                     |
|      | Vasco Graça Moura           | 1942 | 20. Juli 1999 | Portugal  | PSD    | EVP-ED   |                                                                     |
|      | Pedro Guerreiro             | 1966 | 13. Jan. 2005 | Portugal  | PCP    | GUE/NGL  | Nachgerückt am 13. Januar 2005 für Sérgio Ribeiro                   |
|      | Joel Hasse Ferreira         | 1944 | 12. März 2005 | Portugal  | PS     | SPE      | Nachgerückt am 12. März 2005 für António Costa                      |
|      | Duarte Freitas              | 1966 | 20. Juli 2004 | Portugal  | PSD    | EVP-ED   |                                                                     |
|      | Emanuel Jardim Fernandes    | 1944 | 20. Juli 2004 | Portugal  | PS     | SPE      |                                                                     |
|      | Jamila Madeira              | 1975 | 20. Juli 2004 | Portugal  | PS     | SPE      |                                                                     |
|      | Sérgio Marques              | 1957 | 20. Juli 1999 | Portugal  | PSD    | EVP-ED   |                                                                     |
|      | Miguel Portas               | 1958 | 20. Juli 2004 | Portugal  | BE     | GUE/NGL  |                                                                     |
|      | Luís Queiró                 | 1953 | 20. Juli 1999 | Portugal  | CDS-PP | EVP-ED   |                                                                     |
|      | Sérgio Ribeiro              | 1935 | 22. Okt. 1990 | Portugal  | PCP    | GUE/NGL  | Ausgeschieden am 11. Januar 2005, Pedro Guerreiro rückte nach       |
|      | José Ribeiro e Castro       | 1953 | 17. Nov. 1999 | Portugal  | CDS-PP | EVP-ED   |                                                                     |
|      | Manuel António dos Santos   | 1943 | 3. Juli 2001  | Portugal  | PS     | SPE      |                                                                     |
|      | José Albino Silva Peneda    | 1950 | 20. Juli 2004 | Portugal  | PSD    | EVP-ED   |                                                                     |
|      | Sérgio Sousa Pinto          | 1972 | 20. Juli 1999 | Portugal  | PS     | SPE      |                                                                     |